# Giże (Ełk)
Giże (deutsch Giesen) ist ein Dorf in der polnischen Woiwodschaft Ermland-Masuren und gehört zur Gmina Ełk (Landgemeinde Lyck) im Powiat Ełcki (Kreis Lyck).

## Geographische Lage
Giże liegt im südlichen Osten der Woiwodschaft Ermland-Masuren, 11 Kilometer südöstlich der Kreisstadt Ełk (Lyck).

## Geschichte
Im Jahr 1508 wurde das mehrere kleine Höfe und Gehöfte umfassende Dorf Giesen gegründet. Von 1874 bis 1945 war es in den Amtsbezirk Wischniewen (polnisch Wiśniowo Ełckie) eingegliedert, der – 1938 in Amtsbezirk Kölmersdorf umbenannt – zum Kreis Lyck im Regierungsbezirk Gumbinnen (ab 1905 Regierungsbezirk Allenstein) in der preußischen Provinz Ostpreußen gehörte.
Im Jahr 1910 verzeichnete Giesen 98 Einwohner. Ihre Zahl verringerte sich bis 1933 auf 71 und belief sich 1939 auf noch 61. Aufgrund der Bestimmungen des Versailler Vertrags stimmte die Bevölkerung im Abstimmungsgebiet Allenstein, zu dem Giesen gehörte, am 11. Juli 1920 über die weitere staatliche Zugehörigkeit zu Ostpreußen (und damit zu Deutschland) oder den Anschluss an Polen ab. In Giesen stimmten 40 Einwohner für den Verbleib bei Ostpreußen, auf Polen entfielen keine Stimmen.
In Kriegsfolge kam Giesen 1945 mit dem gesamten südlichen Ostpreußen zu Polen und trägt seitdem die polnische Namensform Giże. Heute ist das Dorf Sitz eines Schulzenamtes (polnisch Sołectwo), in das auch der Nachbarort Brodowo (Brodowen, 1938–1945 Broden) einbezogen ist, und ist somit eine Ortschaft im Verbund der Gmina Ełk (Landgemeinde Lyck) im Powiat Ełcki (Kreis Lyck). Die Landgemeinde gehörte bis 1998 zur Woiwodschaft Suwałki, seither zur Woiwodschaft Ermland-Masuren.

## Religionen
Bis 1945 war Giesen in die evangelische Kirche Wischniewen (1938–1945 Kölmersdorf, polnisch Wiśniowo Ełckie) in der Kirchenprovinz Ostpreußen der Evangelischen Kirche der Altpreußischen Union und in die römisch-katholische Kirche St. Adalbert in Lyck (Ełk) im Bistum Ermland eingepfarrt.
Heute gehört Giże zur katholischen Pfarrei Wiśniowo Ełckie im Bistum Ełk der Römisch-katholischen Kirche in Polen. Die evangelischen Einwohner halten sich zur Kirchengemeinde in Ełk, einer Filialgemeinde der Pfarrei in Pisz (deutsch Johannisburg) in der Diözese Masuren der Evangelisch-Augsburgischen Kirche in Polen.

## Verkehr
Giże ist von Kałęczyny (deutsch Kallenczynnen, 1938–1945 Lenzendorf) aus über eine Nebenstraße zu erreichen. Außerdem führt ein Landweg von Laski Małe (deutsch Klein Lasken) über Brodowo (Brodowen, 1938–1945 Broden) nach Giże.
Die nächste Bahnstation ist Kałęczyny an der Bahnstrecke Ełk–Turowo (Lyck – Thurowen/Auersberg), die von der Ełcka Kolej Wąskotorowa – den einstigen Lycker Kleinbahnen – im Touristenverkehr als historische Schmalspurbahn betrieben wird.